# Bottsand-Klasse
Die Bottsand-Klasse (Klasse 738) bezeichnet eine aus zwei Einheiten bestehende Klasse von Ölauffangschiffen der Bundesrepublik Deutschland, der namensgebenden Bottsand und der Eversand. Die Schiffe sind als Klappschiff konzipiert.

## Geschichte
Die Schiffe der Klasse wurden von der Lühring-Werft in Brake und dem Hamburger Unternehmen Schiffko entwickelt und konstruiert. Grundlage der Entwicklung war die Patentanmeldung EP0001408 A1 der Lühring-Werft (Veröffentlichungsdatum 18. April 1979). Gebaut wurden beide Schiffe auf der Lühring-Werft.
Die Schiffe wurden im Auftrag des Bundesministeriums für Verkehr und digitale Infrastruktur als Reeder von der Deutschen Marine mit ziviler Besatzung betrieben und dafür dem Marineamt unterstellt. Die Bottsand war zunächst im Marinestützpunkt Olpenitz stationiert. 1995 wurde sie in den Marinestützpunkt Warnemünde verlegt. Im Oktober 2015 kam sie aus Kostengründen in den Marinestützpunkt Kiel. Im April 2020 wurde die Eversand, die zuvor im Marinestützpunkt Wilhelmshaven stationiert war, ebenfalls nach Kiel verlegt.
Seit 1999 stehen die Schiffe der Koordinierungsstelle des Havariekommandos in Cuxhaven zur Verfügung. Die Bottsand ging 2020 bei der Marine aus der Fahrbereitschaft, die Eversand folgt im Oktober 2021. Die Bottsand wird seit März 2021 vom Reedereizentrum der Wasserstraßen- und Schifffahrtsverwaltung des Bundes bereedert. Die Bereederung der Eversand wird ab April 2022 das zur AG-Ems-Gruppe gehörende Unternehmen EMS Maritime Offshore im Auftrag des Reedereizentrums der Wasserstraßen- und Schifffahrtsverwaltung des Bundes übernehmen.

## Beschreibung

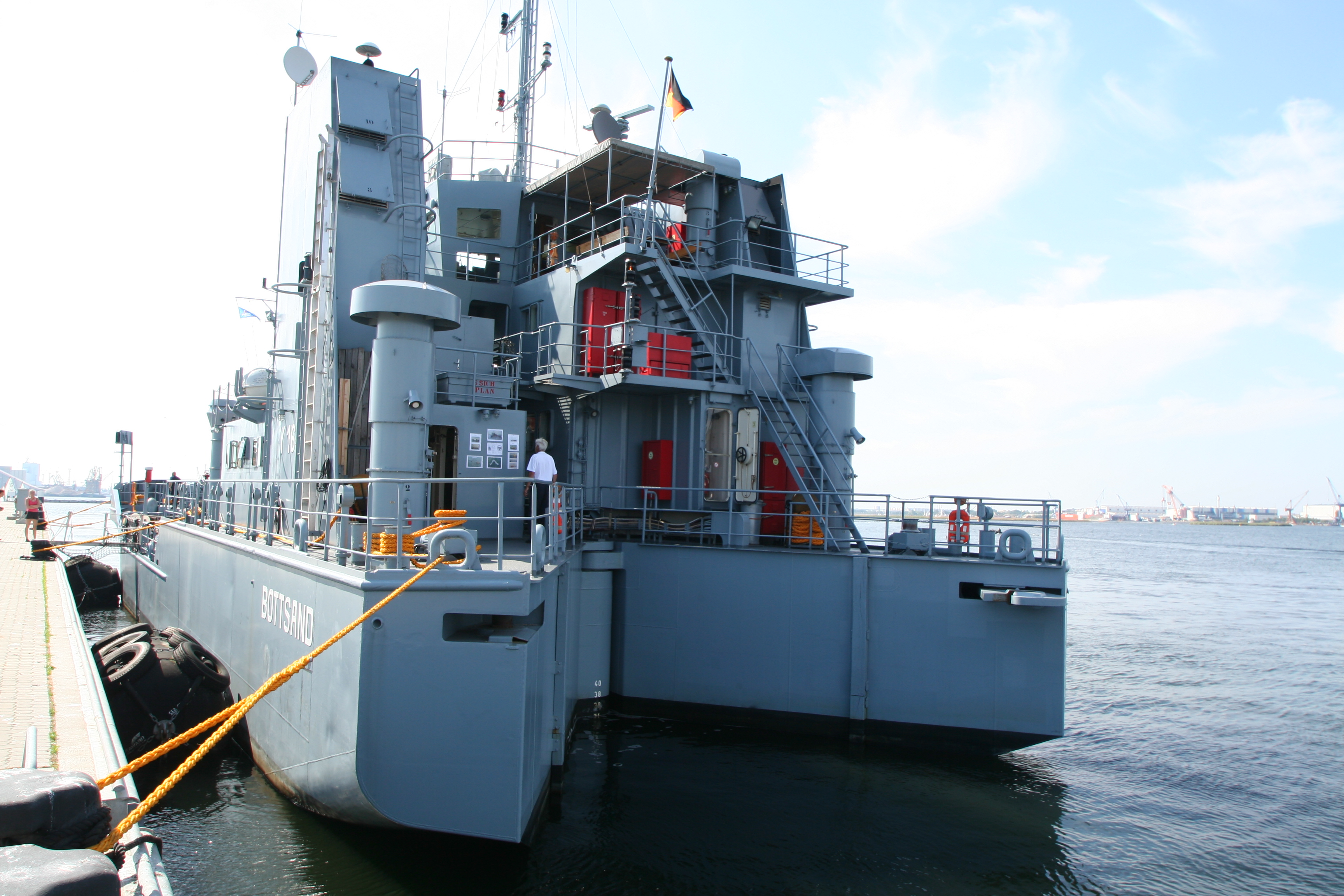
Heckansicht der Bottsand

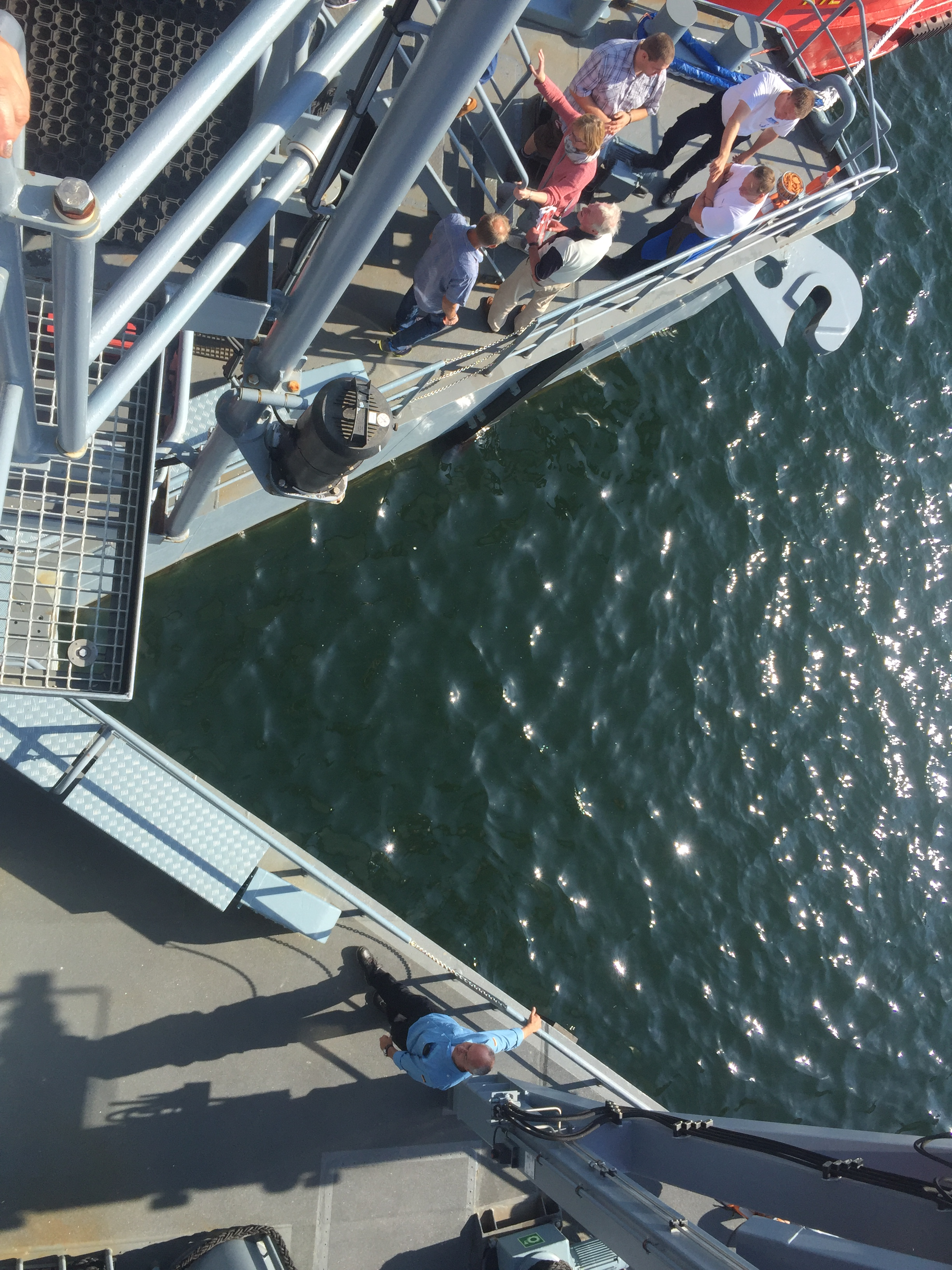
Draufsicht auf das Heck

Die Schiffe sind zur Bekämpfung von Ölverschmutzungen auf See konzipiert. Dazu können sie über eine Gelenkkonstruktion am Heck in ihrer Mittelachse vom Bug her bis zu 65 Grad aufgeklappt werden. In dem Dreieck, das sich dadurch bildet und eine Fangfläche von über 40 m² umfasst, kann das Öl zusammengeschoben und abgesaugt werden. Die Öffnung des Dreiecks beträgt 42 Meter.
Die Schiffe können bei einer zwei Millimeter dicken Ölschicht und einer Schiffsgeschwindigkeit von 1 kn etwa 2 × 160 m³ Öl-Wasser-Gemisch pro Stunde aufnehmen. Über eine Abschöpfeinrichtung wird das Öl dann mit Hilfe von Separatoren vom Wasser getrennt und in die bordeigenen Tanks gepumpt. Die Kapazität der Schiffe beträgt 790 m³, die sich auf sechs Tanks verteilen.

## Technische Daten
Die Schiffe werden von zwei AEG-Elektromotoren angetrieben, die jeweils auf zwei Ruderpropeller wirken. Die Motoren der Bottsand haben jeweils 600 kW Leistung, die der Eversand jeweils 625 kW. Die Schiffe erreichen eine Geschwindigkeit von 10 kn.
Für die Stromerzeugung stehen bei beiden Schiffen vier von Deutz-Dieselmotoren angetriebene Generatoren sowie ein Hafen- und Notgenerator zur Verfügung. Die Scheinleistung der Generatoren der Bottsand beträgt jeweils 580 kVA, die der Eversand jeweils 700 kVA. Die Hafengeneratoren haben 135 kVA bzw. 125 kVA Scheinleistung.
Die Schiffe können bis Windstärke 6 bis 7 eingesetzt werden. Die Rümpfe sind eisverstärkt (Eisklasse „E“).

## Schiffe der Klasse
| Name              | Baunummer | IMO-Nr. | Rufzeichen | Kiellegung Stapellauf Fertigstellung                                     |
| ----------------- | --------- | ------- | ---------- | ------------------------------------------------------------------------ |
| Bottsand (Y 1643) | 8303      | 8321632 | DRNR       | 14. November 1983 22. September 1984 Oktober 1984                        |
| Eversand (Y 1644) | 8701      | 8705101 | DROI       | 18. August 1987 30. April 1988 Juni 1988 2025 bei einem Brand beschädigt |